# Tropidomya
Tropidomya är ett släkte av musslor som beskrevs av Dall och Smith 1886. Tropidomya ingår i familjen Cuspidariidae.
Släktet innehåller bara arten Tropidomya abbreviata.